# Acer tripartitum
Acer tripartitum é uma espécie de árvore do gênero Acer, pertencente à família Aceraceae.